# ديفيد نيسبيت
ديفيد نيسبيت (بالإنجليزية: David Nesbitt)‏ مواليد 10 فبراير 1991، هو لاعب كرة سلة بهامي. بدأ مسيرته الاحترافية في سنة 2012. يلعب في دوري الأوروغواي لكرة السلة. يبلغ طوله 6 قدم 7 بوصة (2.0 م). لعب مع نادي الميناء لكرة السلة في دوري كرة السلة العراقي.

## روابط خارجية
- ديفيد نيسبيت على موقع الاتحاد الدولي لكرة السلة (الإنجليزية)
- ديفيد نيسبيت على موقع كرة السلة الأوروبية.كوم (الإنجليزية)
- ديفيد نيسبيت على موقع ريلجم (الإنجليزية)
- ديفيد نيسبيت على موقع بروبوليرز (الإنجليزية)